# 唐培里侬香槟王

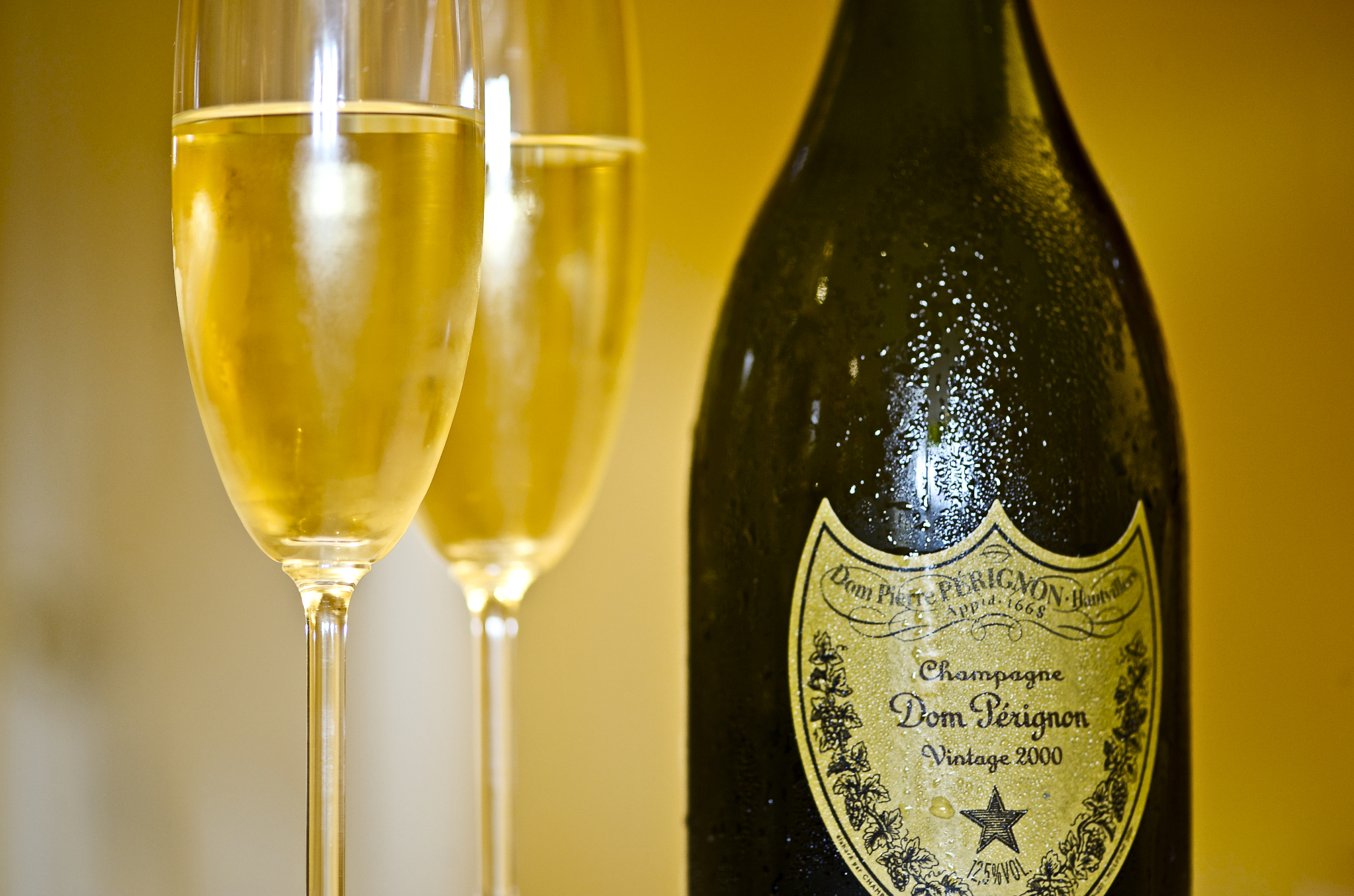
唐培里侬香槟

唐培里侬香槟王（法語：Dom Pérignon），是法國的香檳品牌，創建於1668年，目前隶属于酩悅·軒尼詩－路易·威登集團（LVMH）旗下。

## 历史
唐培里侬香槟王是由位于Hautvillers本笃会修道院修士唐·皮耶尔·培里侬（Dom Pierre Pérignon，1638-1715）創立，本是在該修道院管理酒窖。他是最早通过调配不同种类葡萄来改善葡萄酒品质的人；1670年，他最先引用软木塞，以保持葡萄酒新鲜，同时采用更厚玻璃酒瓶，以面对当时酒瓶易爆问题。

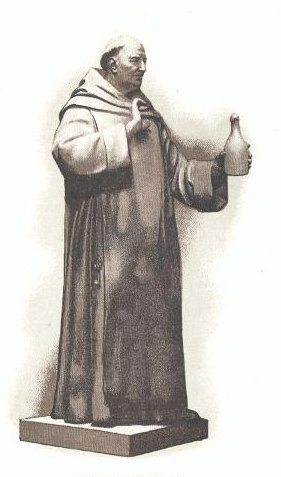
唐·皮耶尔·培里侬

在十八世紀起，唐培里侬香槟王已深受法國王室認可，并在國王路易十四宫廷上享用。

随后又在英国稳固了其地位。

## 特色
唐培里侬一直遵循以下十条特色：
- 所有旗下香槟酒都是年份葡萄酒。
- 经过独特调配制成。
- 将白香槟与粉红香槟进行调配，使黑、白葡萄达到完美平衡。
- 原料选用法国香槟区葡萄。
- 每个流程都严格遵循传统，尊重葡萄生长的土壤与气候。
- 张力来自于精密度。
- 独特口感：口中触感浑然天成，新鲜、成熟、浓厚、轻柔，有着爱抚丝绒般的质感。
- 保证长达7年的酝酿过程。
- 独特醇香源自其矿物性质。
- 个性优雅、微妙而独特。

## 产品
唐培里侬香槟王只在葡萄品質俱佳的年份酿造陈酿的年份香槟。唐培里侬香槟王的三大产品系列包括年份香槟(Vintage)、年份粉红香槟(Rosé Vintage)，以及珍藏年份香槟 (Œnothèque)。目前，最新的香槟年份包括2002年份香槟、2000年份粉红香槟、1996年珍藏年份香槟和1990年珍藏年份粉红香槟。

### 唐培里侬1990年珍藏年份粉红香槟
该香槟由于采用夏多内葡萄与黑皮诺葡萄作为原料，口感细腻，并有丰富香气；白葡萄与黑葡萄搭配产生口感味觉的平衡。

### 唐培里侬香槟王1996年珍藏年份香槟
该香槟采用醇厚的黑皮诺葡萄酿造，口感与气味都较为强烈。

### 唐培里侬香槟王2000年份粉红香槟
渐变的琥珀色，黄铜色和金黄色组成了结构缜密的2000年年份粉红香槟。其气味浓郁，混合了花香，黑樱桃，柑橘果香以及可可的烟熏味。该香槟气泡丰富，口感从浓郁渐变成柔滑细腻，并带有浓缩的奶味和葡萄柚的涩味。

### 唐培里侬香槟王2002年份香槟
该年份香槟兼有新鲜杏仁、麦收时节的气味，柠檬、干果、烟熏和烤面包的气味与浓香。口感醇厚且轻盈，并略带矿物质感。